# ГЕС Sānkēshù
ГЕС Sānkēshù (三棵树水电站) — гідроелектростанція у центральній частині Китаю в провінції Сичуань. Знаходячись перед ГЕС Xiǎogāoqiáo (16 МВт), входить до складу каскаду на річці Аннінг, яка впадає ліворуч до Ялунцзян, великої лівої притоки Дзинші (верхня течія Янцзи).
У межах проєкту річку перекрили комбінованою греблею висотою 18 метрів та довжиною 305 метрів, котра включає центральну бетонну ділянку із водопропускними шлюзами та прилягаючі обабіч насипні секції із бетонним облицюванням. Вона утримує водосховище з об'ємом 1,98 млн м3 (корисний об'єм 1,49 млн м3) та припустимим коливанням рівня поверхні в операційному режимі між позначками 1403 та 1408 метрів НРМ.
Зі сховища по лівобережжю прокладена дериваційна траса довжиною 9,75 км, основну частину якої становить канал, а 0,25 км припадає на водопропускні споруди. У підсумку ресурс потрапляє до напірного водоводу довжиною 0,32 км з діаметром 5,5 метра, який розділяється на два з діаметрами по 3,5 метра.
Основне обладнання станції становлять дві турбіни потужністю по 26 МВт, які використовують напір у 58 метрів та забезпечують виробництво 323 млн кВт·год електроенергії на рік.